# خاموشی ۲۰۰۳

مناطقی که دچار خاموشی شدند.

خاموشی ۲۰۰۳ (انگلیسی: Northeast blackout of 2003) یک قطع برق سراسری در ایالت‌های غرب میانه آمریکا و شمال شرقی آمریکا و همچنین انتاریو کانادا بود که در ساعت '۱۶:۱۰ (به وقت منطقه زمانی شرقی) روز پنج شنبه ۱۳ اوت ۲۰۰۳ به وقوع پیوست.
برق برخی مناطق تا ساعت ۱۱ شب وصل شد ولی برخی دیگر دو روز برق نداشتند. در مناطق دورتر این خاموشی حتی تا یک هفته طول کشید.
در آن زمان، این بزرگ‌ترین خاموشی پس از خاموشی ۱۹۹۹ جنوب برزیل بود.
دلیل اصلی این قطعی سراسری، اشکال نرم‌افزاری در سیستم هشدار اتاق کنترل فرست انرژی بود.